# Shunta Shimura
Shunta Shimura (japanisch 志村 駿太 Shimura Shunta; * 26. April 1997 in Isesaki) ist ein ehemaliger japanischer Fußballspieler.

## Karriere
Shimura erlernte das Fußballspielen in der Jugendmannschaft von Thespakusatsu Gunma. Seinen ersten Vertrag unterschrieb er 2016 bei Thespakusatsu Gunma. Der Verein spielte in der höchsten Liga des Landes, der J2 League. Im August 2017 wurde er an Tonan Maebashi ausgeliehen. 2018 kehrte er zum Drittligisten Thespakusatsu Gunma zurück. Ende 2018 beendete er seine Karriere als Fußballspieler.